# Александър Остерман-Толстой
Алекса̀ндър Ива̀нович Остерма̀н-Толсто̀й (на руски: Александр Иванович Остерман-Толстой) е руски офицер (генерал от пехотата) и благородник (граф).
Роден е на 30 януари 1770 година в семейството на генерал от благородническия род Толстой, а през 1796 година наследява името и графската титла на останалия без наследници свой прадядо Андрей Остерман. От детска възраст е на служба в армията, участва в Руско-турската война (1787 – 1792), през 1798 година получава генералско звание, но малко по-късно изпада в немилост пред император Павел I и напуска армията. Връща се на служба през 1805 година и се проявява в Наполеоновите войни, като е неколкократно раняван. При Николай I отново е в немилост и прекарва последните три десетилетия от живота си в Италия и Швейцария.
Александър Остерман-Толстой умира на 11 февруари 1857 година в Женева.